# Eurytoma hypochoeridis
Eurytoma hypochoeridis är en stekelart som beskrevs av Claridge 1960. Eurytoma hypochoeridis ingår i släktet Eurytoma och familjen kragglanssteklar. Arten är reproducerande i Sverige. Inga underarter finns listade i Catalogue of Life.